# Limnophora fenellae
Limnophora fenellae är en tvåvingeart som beskrevs av Peris 1963. Limnophora fenellae ingår i släktet Limnophora och familjen husflugor.
Artens utbredningsområde är Annobón. Inga underarter finns listade i Catalogue of Life.